# Гамбіт Яніша
Гамбіт Яніша — гостре гамбітне продовження в іспанській партії, що виникає після ходів

1. e2-e4 e7-e5 
2. Kg1-f3 Kb8-c6 
3. Cf1-b5 f7-f5
Відноситься до відкритих дебютів.

## Історія
Варіант запропонований в середині XIX століття шахістом К. Янішом. Свої праці, присвячені аналізу варіанту, він опублікував в 1847 році. Яніш писав: «Цей гамбіт, який ми не зустріли ні у одного учасника і який ніде не грався, дуже цікавий можливостями, які він дає чорним, сприяючи у багатьох випадках їх успіху». Сміливий хід 3. ... f5 спочатку привернув велику увагу майстрів, оскільки після прийняття гамбіту чорні, як правило, отримують багатообіцяючу гру. Однак в 1902 році німецький аналітик Е. Дікгоф запропонував систему гри, що починається ходом 4. Kc3, яка веде до переваги білих. Ускладнення, що виникають у білих в системі Дікгофа, великі, але в багатьох випадках закінчуються їх вирішальною перевагою. Але в кінці 1940-х років Д. І. Бронштейн знайшов ряд планів контргри, що залишають перспективи для чорних після 4. ... f5: e4 5. Kc3: e4 Kg8-f6. В даний час прийнятним вважається також варіант з ходом 4. d2-d3, що веде до спокійної гри.

## Основні ідеї
У сучасній практиці чорні застосовують гамбіт Яніша в тих випадках, коли прагнуть відійти від труднощів класичних варіантів іспанської партії за рахунок негайного загострення гри.

## Варіанти
- 4. Кb1-c3 — Система Дікгофа
  - 4…f5:e4 5. Кc3:e4 d7-d5
  - 4…Кс6-d4
  - 4…Кg8-f6 5. e4:f5 Сf8-c5 6. 0—0 0—0 7. Кf3:e5 Кc6:e5 8. d2-d4 Сc5:d4 9. Фd1:d4
- 4. d2-d3 f5:e4 5. d3:e4 Кg8-f6 6. 0—0 d7-d6
- 4. d2-d4!? f5:e4 5. Кf3:e5 Кc6:e5 6. d4:e5 c7-c6 7. Кb1-c3!?

## Приклад
Цайсль — Вальтер фон Вальгофен, Відень, 1898 год.
1. e4 e5 2. Kf3 Kc6 3. Cb5 f5 4. d4 fe 5. К:e5 K:e5 6. de c6! 7. Cc4 Фа5+ 8. Kc3 Ф:e5 9. 0—0 d5 10. Cb3 Kf6 11. Ce3 Cd6 12. g3 Cg4 13. Фd2 Сf3 14. Cf4 Фh5! 15. Kd1 Фh3 16. Ke3 Kg4! 17. Лfe1 Ф:h2 18. Крf1 Фh1x.